# Port Lligat
Port Lligat o Portlligat è un piccolo nucleo abitativo del comune di Cadaqués in provincia di Girona, situato in una cala del Cap de Creus.

## Cultura

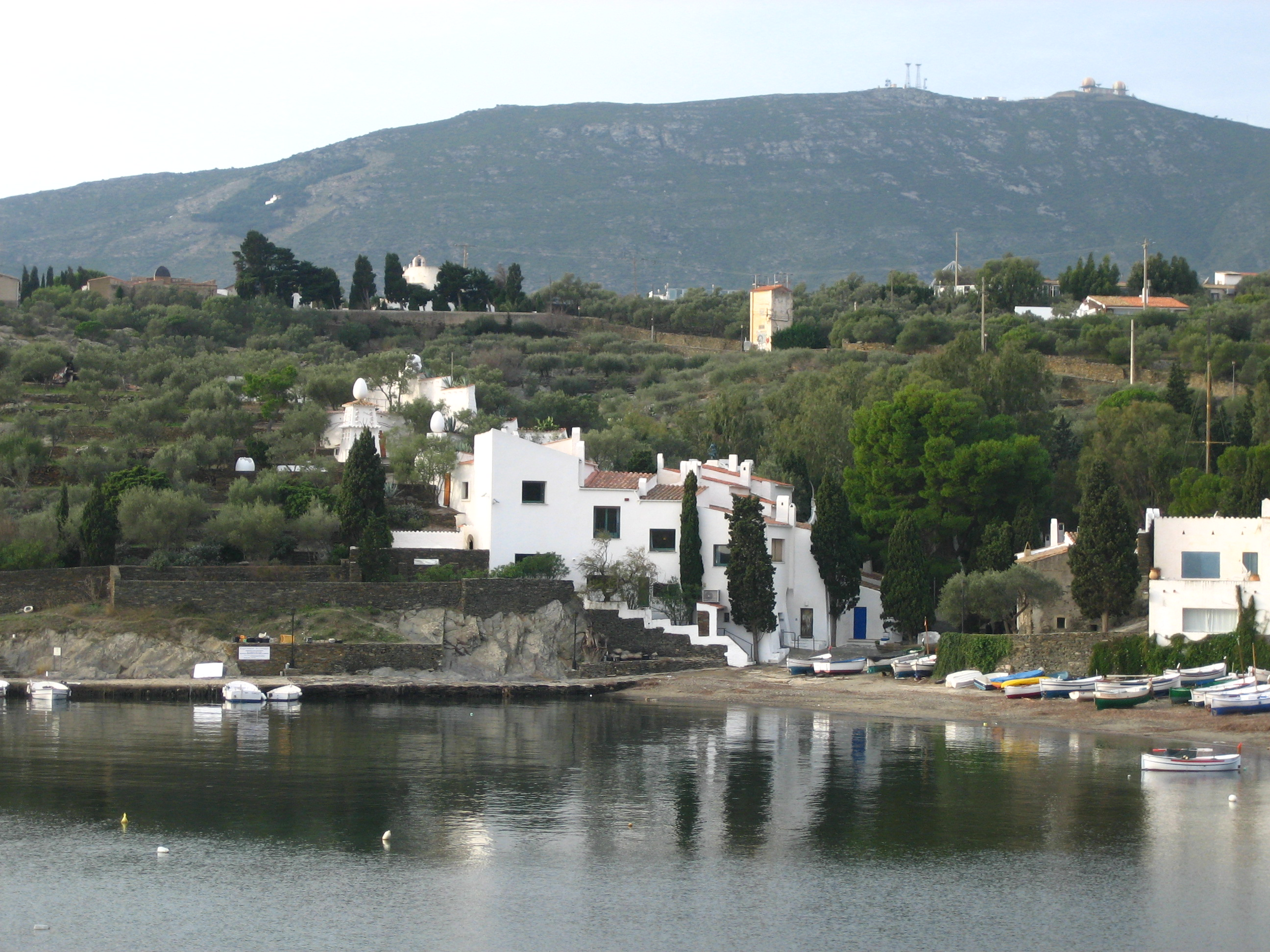
Vista della Casa Museo di Salvador Dalí a Port Lligat.

Il luogo è conosciuto a livello internazionale per essere stato la residenza di Salvador Dalí (e della di lui moglie e musa Gala, la quale nel 1982 vi morì), dove si può visitare la loro casa-museo.
Sia la cala che l'isola antistante sono state rappresentate in molti dipinti di Dalí, come ad esempio nelle tre opere Madonna di Port Lligat, Ultima Cena e Morbida costruzione con fagioli bolliti: premonizione di guerra civile, di cui costituisce lo sfondo.